# Aspalathus polycephala
Aspalathus polycephala är en ärtväxtart som beskrevs av Ernst Meyer. Aspalathus polycephala ingår i släktet Aspalathus och familjen ärtväxter.

## Underarter
Arten delas in i följande underarter:
- A. p. lanatifolia
- A. p. polycephala
- A. p. rigida